# Gaël Mocaër
Pour les articles homonymes, voir Mocaer.
 (juillet 2020).
Gaël Mocaër est un réalisateur français de films documentaires et de reportages né le 24 novembre 1972 à Bayonne.

## Biographie
Après une enfance entre la France et l'Afrique, il suit des études audiovisuelles à Bayonne. Devenu chef-monteur en 1998, il travaille à Paris pour plusieurs sociétés de production et chaînes de télévision. 
À partir de 1999, il passe plus de 2 ans à Madagascar et réalise son premier documentaire : Une ombre entre deux roues,, un film qui évoque les conditions de vie des tireurs de pousse-pousse de l’île rouge. Parallèlement, il tourne Antisocial, un court-métrage satirique qui obtiendra le Premier prix du Festival de Béziers en 2001. 
En 2002, il réalise Madagascar, 7 mois de chaos,, un documentaire qui retrace les chroniques d’un pays au bord de la guerre civile. La même année, il couvre la guerre en Côte d’Ivoire. Après une semaine de tournage à Abidjan, il est arrêté par la DST et emprisonné,.
En 2003, il commence à collaborer avec l’agence Capa et part en Irak pour Le Vrai Journal de Canal+. Dans les années qui suivent, il tourne trois films à Madagascar : Mémoires de l’île Sainte-Marie pour RFO, Sur la terre des ancêtres et Madagascar, des baleines et des hommes pour France 5.
En 2009, son premier long-métrage documentaire No popcorn on the ﬂoor sort en salles, une plongée pendant un an dans la vie de l'Atalante, un cinéma indépendant à Bayonne.
En 2011, il co-réalise deux reportages pendant la guerre en Libye pour Arte Reportage. La même année, il s’installe en Ukraine pour tourner Le jour du mineur, un film sur la vie et les conditions de travail dans une petite mine de charbon à Novovolynsk. Sélectionné dans de nombreux festivals internationaux dont l'IDFA à Amsterdam, ce documentaire recevra le premier prix du festival Cinerama BC au Brésil en 2014.
Entre 2016 et 2018, il co-réalise avec Sebastian Perez-Pezzani la série documentaire Caméléon pour la chaine 13e Rue. Il réalise aussi deux reportages , Mise en boite et Regarde les hommes tomber, en Nouvelle-Zélande pour l'Effet papillon sur Canal Plus.  Pour Arte Reportage, il s'intéresse à la question des djihadistes avec Tchad : Tchad, la vie après Boko Haram et Philippines, les repentis de Marawi.  En 2021, direction les Carpates en Ukraine où il réalise Ukraine, dans la brume des Carpates pour l'émission Les Routes de l'impossible. En 2023, son documentaire "Bob Denard, mercenaire de la République" est diffusé sur France Télévision.

## Filmographie

### Cinéma
- 2009 : No Popcorn on the floor
- 2013 : Le jour du mineur

### Télévision

#### Documentaire
- 2002 : Une ombre entre deux roues
- 2002 : Madagascar, sept mois de chaos
- 2003 : Mémoires de l'île Sainte-Marie
- 2003 : India Day
- 2005 : Sur la terre des Ancêtres
- 2008 : Madagascar, des baleines et des hommes
- 2019 : Le dernier Tamaraw
- 2021 : Ukraine, dans la brume des Carpates (Les Routes de l'impossible)
- 2023 : Bob Denard, mercenaire de la République

#### Série documentaire
- 2013 : Kindia 2015
- 2016 : Caméléon, Bolivie, prisonnier de Palmasola
- 2016 : Caméléon, Madagascar, opération zébu
- 2016 : Caméléon, dans l'enfer du Salvador
- 2017 : Caméléon, les braconniers du Mozambique
- 2017 : Caméléon, Philippines, la guerre aux dealers
- 2017 : Caméléon, Indonésie, dans l'enfer du Kawah Ijen
- 2018 : Michaël Jeremiasz, l'étoffe d'un champion

#### Reportage
- 2011 : Libye, la longue marche vers la liberté (Arte Reportage)
- 2011 : Tripoli : chronique d'une libération (Arte Reportage)
- 2018 : Mise en boîte (L'effet papillon)
- 2018 :Regarde les hommes tomber (L'effet papillon)
- 2018 :Tchad : la vie après Boko Haram (Arte Reportage)
- 2019 : Philippines : les repentis de Marawi (Arte Reportage)

#### Fiction
- 2001 : Antisocial

## Récompenses en festivals

### Récompenses
- 2001 : Premier prix du festival du court-métrage de Béziers pour Antisocial
- 2014 : Premier prix du festival Cinerama BC pour Le jour du mineur[8].

## Nominations en festivals

### Nominations
- 2022 : Festival du Film d'Histoire de Pessac pour Bob Denard, mercenaire de la République
- 2022 : Festival Le Joli mois de Mai pour No popcorn on the floor
- 2018 : Festival Lettres et Images du Sport pour Michael Jeremiasz, l'étoffe d'un champion
- 2017 : Festival 100% DOC Forum des Images pour Le jour du mineur
- 2015 : Festival Ecofalante de Sao Paulo pour Le jour du mineur
- 2014 : TIDF (Festival International du Film de Taiwan) pour Le jour du mineur
- 2014 : Festival Docudays UA pour Le jour du mineur
- 2014 : Festival International du film de Bradford pour Le jour du mineur
- 2014 : Festival du film de Gdansk pour Le jour du mineur
- 2013 : IDFA (Festival International du Film d’Amsterdam) pour Le jour du mineur
- 2012 : Festival Filmer le travail pour No popcorn on the floor
- 2010 : Festival Filmar pour Madagascar, des baleines et des hommes
- 2010 : Festival Le Joli mois de Mai pour No popcorn on the floor
- 2010 : Sélection en compétition officielle des Césars pour No popcorn on the floor
- 2010 : Doc’Miami International Film Festival pour No popcorn on the floor
- 2009 : Festival du film de Vendôme pour No popcorn on the floor
- 2009 : Festival de Quend du film Grolandais pour No popcorn on the floor
- 2008 : Festival du film d’Antofagasta pour No popcorn on the floor
- 2008 : Festival de Biarritz Amérique Latine pour No popcorn on the floor
- 2004 : FIFIG (Festival International du Film Insulaire de l’île de Groix) pour Mémoires de l'île Sainte Marie
- 2004 : Festival Un Siècle d'Images pour Mémoires de l'île Sainte Marie
- 2003 : FIPA DOC pour Madagascar, sept mois de chaos
- 2003 : Festival Vues d'Afrique pour Madagascar, sept mois de chaos
- 2003 : Festival du Film des Droits de l’Homme pour Madagascar, sept mois de chaos
- 2003 : Festival International du film d’Amiens pour Madagascar, sept mois de chaos
- 2003 : Festival international Jean Rouch pour Madagascar, une ombre entre deux roues
- 2003 : FIFIG (Festival International du Film Insulaire de l’île de Groix) pour Madagascar, une ombre entre deux roues